# Marquesado de Asprillas
El marquesado de Asprillas es un título nobiliario español creado por el rey Alfonso XII en favor de Luis Manuel Roca de Togores y Roca de Togores, vicepresidente del Senado, mediante Real Decreto del 17 de abril de 1879 y Despacho expedido el 27 de junio del mismo año.

## Marqueses de Asprillas
|                          | Titular                                          | Periodo                  |
| Creación por Alfonso XII | Creación por Alfonso XII                         | Creación por Alfonso XII |
| ------------------------ | ------------------------------------------------ | ------------------------ |
| I                        | Luis Manuel Roca de Togores y Roca de Togores    | 1879-1901                |
| II                       | Jaime Tirso Pedro Roca de Togores y Téllez-Girón | 1902-1921                |
| III                      | Luis Roca de Togores y Tordesillas               | 1926-¿?                  |
| IV                       | Luis Roca de Togores y Bustos                    | 1951-1955                |
| V                        | Álvaro Roca de Togores y Bustos                  | 1957-hoy                 |

## Historia de los marqueses de Asprillas
- Luis Manuel Roca de Togores y Roca de Togores (Madrid, 15 de febrero de 1837-19 de diciembre de 1901), I marqués de Asprillas, caballero y obrero de la Orden de Calatrava, caballero la Real Maestranza de Valencia, gentilhombre de cámara del rey con ejercicio y servidumbre, capitán de navío de la Real Armada, vicepresidente del senado, senador vitalicio.[2][1]

Casó el 30 de junio de 1859, en Alicante, con María del Rosario Téllez-Girón y Fernández de Velasco (1840-1896), XVIII condesa de Melgar, XIV marquesa de Peñafiel, XVII marquesa de Gibraleón, XXIV condesa de Luna, XVII condesa de Oliva, XIX vizcondesa de la Puebla de Alcocer, dama de la reina regente María Cristina, dama de la Orden de María Luisa desde 1878. En 1902 le sucedió su hijo:
- Jaime Tirso Pedro Roca de Togores y Téllez-Girón (Elche, 25 de julio de 1862-2 de agosto de 1921), II marqués de Asprillas, XVIII marqués de Gibraleón, XX vizconde de la Puebla de Alcocer, gentilhombre de cámara del rey con ejercicio y servidumbre, caballero y comendador de la Orden de Santiago, la Orden de San Juan y la Real Maestranza de Valencia, senador por derecho propio.[2][1]

Fallecido soltero. El 1 de diciembre de 1926 le sucedió, por cesión, su sobrino:
- Luis Roca de Togores y Tordesillas (n. 7 de agosto de 1902), III marqués de Asprillas, comandante de artillería, caballero de la Orden de Calatrava y de la Real Maestranza de Valencia, gentilhombre de cámara del rey.[4][1] Era hijo de Luis Roca de Togores y Téllez-Girón, hermano del II marqués, y su esposa Victoriana Tordesillas y Fernández-Casariego.[5][1]

Casó con María Teresa Bustos y Figueroa, III duquesa de Andría. El 30 de marzo de 1951 le sucedió su hijo:
- Luis Roca de Togores y Bustos (m. Añover del Tajo, 25 de febrero de 1955), IV marqués de Asprillas.[4][6]

El 31 de diciembre de 1957 le sucedió su hermano:
- Álvaro Roca de Togores y Bustos (n. Madrid, 8 de mayo de 1939), V marqués de Asprillas, profesor mercantil.[4][7]

Casó en junio de 1966, en México, con Irene Padilla Llergo.